# Guido Petti Pagadizábal

a Compétitions nationales et continentales officielles uniquement.

b Matchs officiels uniquement.
Dernière mise à jour le 1 juillet 2025.
Guido Petti Pagadizábal, né le 17 novembre 1994 à Buenos Aires (Argentine), est un joueur international argentin de rugby à XV jouant aux postes de deuxième ligne ou de troisième ligne aile. Il mesure 1,94 m pour 108 kg.
Il remporte la Champions Cup avec l'Union Bordeaux Bègles en 2025.

## Carrière

### En club
Guido Petti Pagadizábal joue avec le San Isidro Club dans le Tournoi de l'URBA à partir de 2013. 
En 2014-2015, il évolue au sein de l'équipe des Pampas XV disputant la Pacific Rugby Cup.
Il rejoint les Jaguares, nouvellement admis en Super Rugby pour la saison 2016. Lors de la saison 2019, il est finaliste du championnat, après une défaite face aux Crusaders lors de la finale.
Le 23 juin 2020, après l'exclusion des Jaguares du Super Rugby, il rejoint officiellement l'Union Bordeaux Bègles, club évoluant dans le Top 14, pour une durée de deux saisons. En décembre 2021, il prolonge son contrat avec le club girondin jusqu'en 2025.
Le 19 février 2025, il signe officiellement un contrat avec le club anglais des Harlequin à compter de la saison 2025-2026.
Le 24 mai 2025, il est titulaire en finale de la Champions Cup avec l'UBB au Millennium Stadium de Cardiff face aux Northampton Saints. Les bordelo-bèglais s'imposent 28 à 20 face aux anglais et remportent ainsi le premier titre de l'histoire du club.

### En équipe nationale
Guido Petti Pagadizábal a joué avec l'équipe d'Argentine des moins de 20 ans lors des championnats du monde junior en 2013 et 2014.
Il a obtenu sa première cape internationale avec l'Argentine le 14 novembre 2014 à l’occasion d’un test-match contre l'équipe d'Italie à Gênes. 
Il est retenu dans le groupe de 31 joueurs sélectionné par Daniel Hourcade pour la Coupe du monde 2015 au Royaume-Uni. Il joue six matchs de la compétition contre la Nouvelle-Zélande, les Tonga, la Namibie, l'Irlande, l'Australie et l'Afrique du Sud.
En 2019, il est sélectionné dans le groupe de 31 joueurs sélectionné par Mario Ledesma pour la Coupe du monde au Japon,. Il dispute quatre rencontres lors de la compétition, contre la France, les Tonga, l'Angleterre et les États-Unis.
Il est brièvement suspendu par Fédération argentine de rugby en décembre 2020 à la suite de la découverte de propos xénophobes, sexistes et classistes tenus sur les réseaux sociaux entre 2011 et 2013.
Le 8 août 2023, il est annoncé au sein du groupe final de 33 joueurs retenu pour disputer la Coupe du monde en France. Il joue les sept matchs de son équipe lors de la compétition, dont six en tant que titulaire.

## Palmarès

### En club
- Vainqueur de la Pacific Rugby Cup en 2015 avec les Pampas XV.
- Finaliste du Super Rugby en 2019 avec les Jaguares.
- Finaliste du Championnat de France en 2024 et 2025 avec l'Union Bordeaux Bègles.
- Vainqueur de la Champions Cup en 2025 avec l'Union Bordeaux Bègles.

### Distinctions personnelles
- Membre de l'équipe type du Super Rugby en 2017[14]

## Statistiques en équipe nationale
Au 1er juillet 2024, Guido Petti Pagadizábal compte 82 sélections avec l'équipe d'Argentine, dont 67 en tant que titulaire, depuis le 14 novembre 2014 contre l'équipe d'Italie à Gênes,.
Il participe à huit éditions du Rugby Championship, en 2015, 2016, 2017, 2018, 2019, 2020, 2021 et 2022. Il comptabilise trente-trois matchs joués dans cette compétition,.
Il participe à trois éditions de la Coupe du monde, en 2015, 2019 et en 2023. Il dispute six matchs en 2015 (Nouvelle-Zélande, Tonga, Namibie, Irlande, Australie et Afrique du Sud), quatre en 2019 (France, Tonga, Angleterre et États-Unis), et sept en 2023 (Angleterre, Samoa, Chili, Japon, pays de Galles, Nouvelle-Zélande et Angleterre une seconde fois),.